# Cepeda (Argentina)
Cepeda è un comune della provincia di Santa Fe, in Argentina, situato nel Dipartimento di Constitución. Si trova a 229 km dal capoluogo provinciale, Santa Fe.

## Storia
Nelle campagne attorno a Cepeda vennero combattute a distanza di 39 anni due tra le più importanti battaglie delle guerre civili argentine:
- La battaglia di Cepeda del 1º febbraio 1820, nella quale le forze del Partito Federale guidate da Estanislao López e Francisco Ramírez sconfissero l'esercito del Partito Unitario di José Rondeau.
- La battaglia di Cepeda del 23 ottobre 1859, nella quale l'esercito confederato di Justo José de Urquiza sconfisse quello di Buenos Aires, guidato da Bartolomé Mitre.